# Andreas Föhr

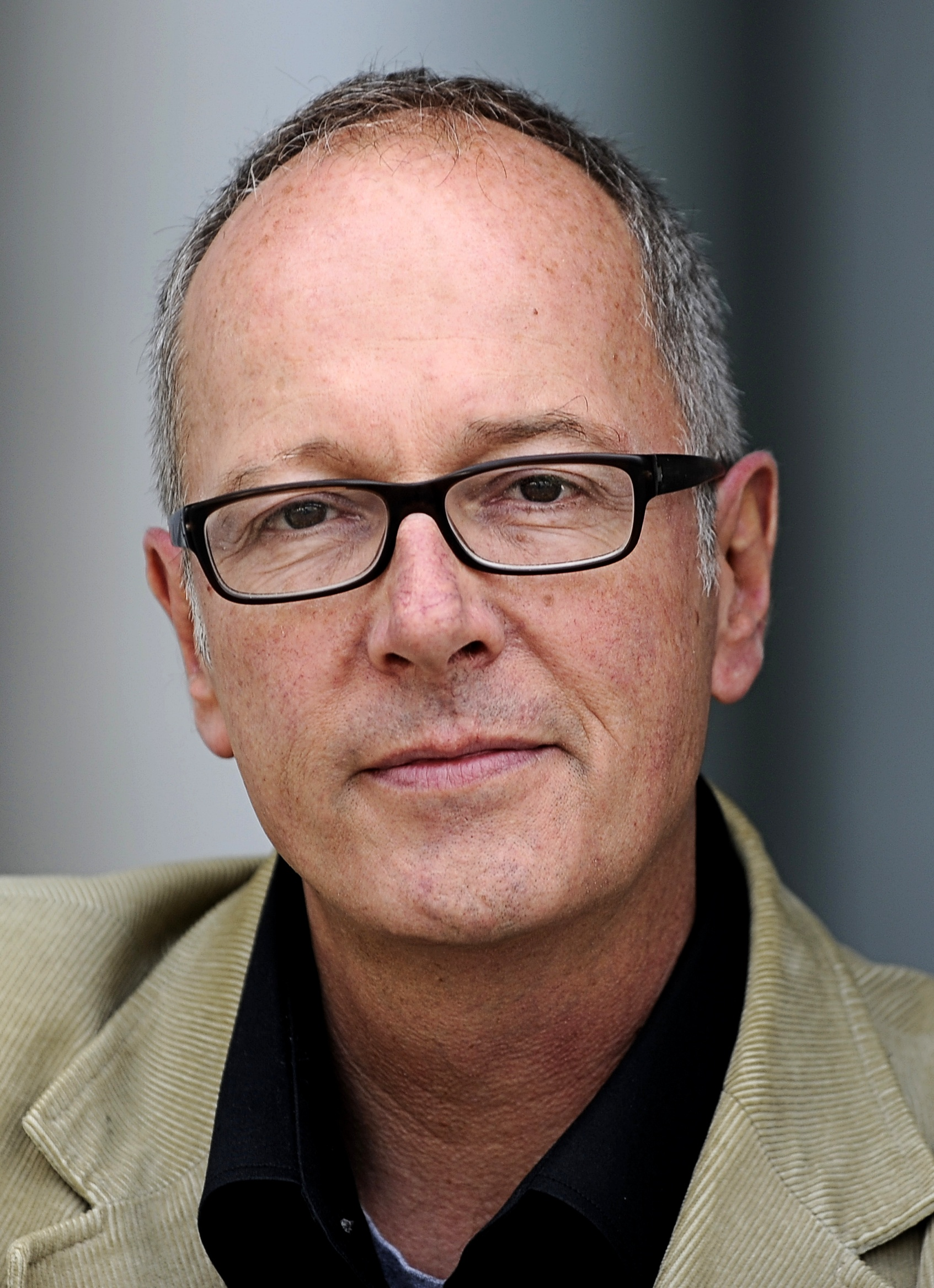
Andreas Föhr (2010)

Andreas Föhr (* 21. Mai 1958 in Kreuzthal im Allgäu) ist ein deutscher Drehbuchautor und Schriftsteller.

## Leben
Andreas Föhr studierte nach dem Abitur in München Rechtswissenschaften, woran sich das Referendariat in München und in Nairobi anschloss. Er erhielt ein Stipendium am Max-Planck-Institut für ausländisches und internationales Patent-, Urheber- und Wettbewerbsrecht. Er schrieb seine Dissertation über den Copyright-Vermerk. Bis 1992 arbeitete er als Rechtsanwalt für die Bayerische Landeszentrale für neue Medien.
Ab 1991 machte er sich als Drehbuchautor, unter anderem auch für die Fernsehserien Die Rosenheim-Cops, Der Bulle von Tölz und dem Tatort selbstständig. Daneben schreibt er alpenländische Heimatkriminalromane aus dem Tegernseer Raum. Als sprachliche, stilistische Vorbilder nennt er neben den Klassikern des Krimi-Genres John Grisham, Michael Crichton auch aktuelle Autoren wie Frank Schätzing oder Andreas Eschbach. Er schätzt das „kraftvolle Deutsch“ des Heimatdichters Ludwig Thoma.
Im Jahr 2009 startete Andreas Föhr mit Der Prinzessinnenmörder, für den er mit dem renommierten Friedrich-Glauser-Preis ausgezeichnet wurde, eine Kriminalromanreihe um Kommissar Clemens Wallner und Polizeiobermeister Leonhard Kreuthner. Die teilweise skurrilen Fälle werden von den Mitarbeitern der Kripo Miesbach vor der Kulisse des oberbayerischen Voralpenlands gelöst.
Andreas Föhr ist verheiratet und lebt im oberbayerischen Wasserburg am Inn östlich von München.

## Werke

### Buchveröffentlichungen

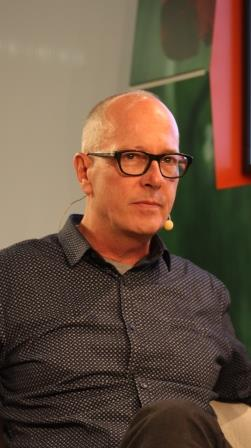
Andreas Föhr auf der Buchmesse Frankfurt/Main 2016

Alpen-Krimis mit dem Ermittlerduo Kommissar Wallner und Polizeiobermeister Kreuthner
1. Der Prinzessinnenmörder, Knaur TB, München 2009, ISBN 978-3-426-66397-4
2. Schafkopf, Knaur TB, München 2010, ISBN 978-3-426-66398-1
3. Karwoche, Knaur TB, München 2011, ISBN 978-3-426-65252-7
4. Schwarze Piste, Knaur TB, München 2012, ISBN 978-3-426-21353-7
5. Totensonntag, Knaur, München 2013, ISBN 978-3-426-21361-2
6. Wolfsschlucht, Knaur, München 2015, ISBN 978-3-426-51704-8
7. Schwarzwasser, Knaur, München 2017, ISBN 978-3-426-65421-7
8. Tote Hand, Knaur, München 2019, ISBN 978-3-426-65447-7
9. Unterm Schinder, Knaur, München 2021, ISBN 978-3-426-22669-8
10. Herzschuss, Knaur, München 2022, ISBN 978-3-426-22670-4
11. Totholz, Knaur, München 2024, ISBN 978-3-426-22668-1

Krimi mit der Strafrechtsanwältin Dr. Rachel Eisenberg
- Eisenberg, Knaur TB, München 2016, ISBN 978-3-426-65396-8
- Eifersucht, Knaur TB, München 2018, ISBN 978-3-426-65446-0

### Hörbücher
- Der Prinzessinnenmörder, Audio Media Verlag, München 2010, ISBN 978-3-86804-581-9
- Schafkopf, Audio Media Verlag, München 2012, ISBN 978-3-86804-616-8
- Karwoche, Audio Media Verlag, München 2012, ISBN 978-3-86804-698-4
- Schwarze Piste, Audio Media Verlag, München 2012, ISBN 978-3-86804-727-1
- Totensonntag, Audio Media Verlag, München 2013, ISBN 978-3-8398-1262-4
- Wolfsschlucht, Argon-Verlag 2015, ISBN 978-3-8398-1380-5
- Best of Kreuthner und Wallner, Audio Media Verlag, München 2015, ISBN 978-3-95639-087-6
- Eisenberg, Argon Verlag 2016, ISBN 978-3-8398-1456-7
- Schwarzwasser, Argon Verlag 2017, ISBN 978-3-8398-1530-4
- Eifersucht, Argon Verlag 2018, ISBN 978-3-8398-1606-6
- Tote Hand, Argon Verlag 2019 ISBN 978-3-8398-1692-9
- Unterm Schinder, Argon Verlag 2021

### Fernsehdrehbücher (Auswahl)
- 1997: Küstenwache, Fischernetz
- 1998: SOKO 5113, Mord im Auftrag
- 1998: Mobbing Girls, Zwischen den Stühlen
- 1998: Mobbing Girls, Verbrechen lohnt sich nicht
- 1998: Mobbing Girls, Der Tag danach
- 1999: In aller Freundschaft, Rivalen
- 2000: Alarm für Cobra 11 – Die Autobahnpolizei, Auf der Flucht
- 2002: Der Bulle von Tölz: Zirkusluft
- 2003: Die Rosenheim-Cops, Alarm für eine Kuh
- 2003: Der Bulle von Tölz: Freier Fall
- 2003: Der Bulle von Tölz: Der Heiratskandidat
- 2004: Der Bulle von Tölz: Krieg der Sterne
- 2004: Der Bulle von Tölz: Das Wunder von Wemperding
- 2005: Zwei am großen See, Angriff aufs Paradies
- 2005: Tatort, Rache-Engel
- 2005: Der Bulle von Tölz: Liebesleid
- 2006: Der Bulle von Tölz: Keiner kennt den Toten
- 2007: Der Staatsanwalt, Heiliger Zorn
- 2007: Der Bulle von Tölz: Krieg der Camper
- 2008: Der Bulle von Tölz: Der Zauberer im Brunnen
- 2009: Der Bulle von Tölz: Abenteuer Mallorca
- 2009: Ein Fall für zwei, Die Indizienfalle
- 2011: Der Staatsanwalt, Das Duell

## Ehrungen
- 2008: Friedrich-Glauser-Preis: Bester Erstlingsroman für Der Prinzessinnenmörder